# Ramblin' with Mose
| Recensione | Giudizio |
| ---------- | -------- |
| AllMusic   | [ 1 ]    |

Ramblin' with Mose è un album discografico del pianista e cantante jazz statunitense Mose Allison, pubblicato dalla casa discografica Prestige Records nel febbraio del 1962.

## Tracce

### LP
Lato A
1. I Got a Right to Cry – 2:48 (Joe Liggins)
2. Old Devil Moon – 5:08 (Yip Harburg, Burton Lane)
3. The Ministrels – 3:27 (Mose Allison)
4. You Belong to Me – 4:21 (Chilton Price, Pee Wee King, Redd Stewart)
5. Stranger In Paradise – 5:26 (George Forrest, Robert Craig Wright)

Lato B
1. The Kissin' Bug – 4:30 (Diane Lampert, Bill Eisenhauer, Horace Linsley)
2. Ramble – 3:10 (Mose Allison)
3. Saritha – 3:54 (Mose Allison)
4. Old Man John – 2:17 (Mose Allison)
5. Ingenue – 3:00 (Mose Allison)

### CD
Edizione CD del 2005, pubblicato dalla Original Jazz Classics (OJCCD-1109-2)
1. I Got a Right to Cry – 2:48 (Joe Liggins)
2. Old Devil Moon – 5:08 (Yip Harburg, Burton Lane)
3. The Minstrels – 3:27 (Mose Allison)
4. You Belong to Me – 4:21 (Chilton Price, Pee Wee King, Redd Stewart)
5. Stranger in Paradise – 5:26 (George Forrest, Robert Craig Wright)
6. The Kissin' Bug – 4:30 (Diane Lampert, Bill Eisenhauer, Horace Linsley)
7. Ramble – 3:10 (Mose Allison)
8. Saritha – 3:54 (Mose Allison)
9. Old Man John – 2:17 (Mose Allison)
10. Ingenue – 3:00 (Mose Allison)
11. Old Devil Moon – 5:01 (Yip Harburg, Burton Lane) – Bonus Track - Alternate Take
12. Stranger in Paradise – 5:49 (George Forrest, Robert Craig Wright) – Bonus Track - Alternate Take
13. Ramble – 3:24 (Mose Allison) – Bonus Track - Alternate Take

## Musicisti
- Mose Allison - piano
- Mose Allison - voce (solo nel brano: I Got a Right to Cry)
- Addison Farmer - contrabbasso
- Ronnie Free - batteria

Note aggiuntive
- Esmond Edwards - supervisore, produttore[3]
- Bob Weinstock - supervisore, produttore[4]
- Registrazioni effettuate il 18 aprile 1958 al Rudy Van Gelder Studio di Hackensack, New Jersey (Stati Uniti)
- Rudy Van Gelder - ingegnere delle registrazioni
- Joe Goldberg - note retrocopertina album originale[3][4]